# Karmacs
Karmacs là một thị trấn thuộc hạt Zala, Hungary. Thị trấn này có diện tích 14,22 km², dân số năm 2010 là 777 người, mật độ 55 người/km².